# 扇唇舌喙兰
扇唇舌喙兰（学名：Hemipilia flabellata）为兰科舌喙兰属下的一个种。